# Губанов, Максим Герасимович
Губанов Максим Герасимович (18 января 1920, село Титовка (ныне Егорьевского района Алтайского края) — 3 июля 2006) — советский лётчик штурмовой авиации Военно-морского флота во время Великой Отечественной войны, Герой Советского Союза (6.03.1945). Подполковник (10.04.1975).

## Биография
Родился в семье крестьянина. Русский. В начале 1920-х годов семья Губаревых переехала на постоянное место жительства на Дальний Восток и поселилась в селе Антоновка ныне Чугуевского района Приморского края. В 1930 году окончил Антоновскую начальную школу, в 1935 году — Уборковскую семилетнюю школу. Окончил рабфак при Алма-Атинском горно-металлургического института, работал счетоводом. 
В Военно-Морском Флоте СССР с октября 1939 года. Окончил Военно-морское авиационное училище имени С. А. Леваневского в Николаеве в июне 1941 года.
В боях Великой Отечественной войны с октября 1942 года. Член КПСС с 1944. Воевал воздушным стрелком-бомбардиром в 73-м авиационном полку, в конце 1943 года был уже штурманом звена. Летал на пикирующем бомбардировщике Пе-2.
Участвовал в обороне Ленинграда, операции по прорыву блокады Ленинграда, в Ленинградско-Новгородской наступательной операции.
Штурман звена 12-го гвардейского пикировочно-бомбардировочного авиационного полка (8-я гвардейская минно-торпедная авиационная дивизия, ВВС Балтийского флота) старший лейтенант Максим Губанов к марту 1945 совершил 86 боевых вылетов на бомбардировку укреплений, войск, военно-морских баз и кораблей противника. Лично потопил быстроходную десантную баржу и сбил 2 немецких истребителя, в составе группы участвовал в потоплении 15 кораблей и судов противника, в уничтожении 7 артиллерийских батарей, обстреливавших Ленинград, в уничтожении 4 железнодорожных мостов. В боевом вылете на атаку порта Либава 16 сентября 1944 года был тяжело ранен в живот, но истекая кровью, помог раненому командиру экипажа лейтенанту Григорию Пасынкову довести самолёт до своего аэродрома.
Указом Президиума Верховного Совета СССР от 6 марта 1945 года «за образцовое выполнение заданий командования на фронте борьбы с немецко-фашистскими захватчиками и проявленные при этом отвагу и геройство» гвардии старшему лейтенанту Губанову Максиму Герасимовичу присвоено звание Героя Советского Союза с вручением ордена Ленина и медали «Золотая Звезда» (№ 5081).
К Победе Максим Губанов совершил 110 боевых вылетов.
После войны продолжал службу в ВВС ВМФ. В 1951 году окончил курсы штурманов при Краснодарской высшей офицерской школе штурманов ВВС, в 1951 году — Военно-воздушную академию. Служил в 5-м гвардейском минно-торпедном авиаполку, затем был начальником штаба 981-го минно-торпедного авиационного полка ВВС Черноморского флота (Джанкой). В декабре 1958 года майор М. Г. Губанов уволен в запас.
Жил в городе Евпатория. Работал диспетчером Евпаторийского городского автобусно-таксомоторного парка, старшим штурманом грузового судна, капитаном грузового судна в Евпаторийском порту, преподавателем морской практики Мореходной школы. 
Активно участвовал в общественной и политической жизни региона. После распада СССР вступил в Коммунистическую партию Украины (КПУ), был членом Евпаторийского городского комитета КПУ и участвовал в проводимых КПУ акциях протеста.
Скончался 3 июля 2006 года. Похоронен на городском кладбище Евпатории (оно же Евпаторийское гражданское кладбище).

## Награды и звания
- Герой Советского Союза (6 марта 1945);
- орден Ленина (6 марта 1945);
- два ордена Красного Знамени (19 января 1943, 30 апреля 1944);
- два ордена Отечественной войны 1-й степени (2 мая 1943, 11 марта 1985);
- орден Красной Звезды (5 ноября 1954);
- медаль «За боевые заслуги» (15 ноября 1950)
- медаль «За оборону Ленинграда» (1943)
- медаль «За взятие Кенигсберга» (1945)
- ряд других медалей СССР;
- Почётный гражданин города Евпатории (1995)[4].

## Память
- Именем М. Г. Губанова названа средняя школа № 1 города Евпатория.
- На доме в Евпатории по улице Демышева, в котором жил Герой с 1959 года, установлена мемориальная доска.
- Имя Героя увековечено на Мемориале Славы в Барнауле.